# L'Étang tragique
Pour plus de détails, voir Fiche technique et Distribution.
L'Étang tragique (Swamp Water) est un film dramatique américain en noir et blanc réalisé par Jean Renoir, sorti en 1941. 
Il s’agit de l’adaptation d’une nouvelle du même titre de Vereen Bell parue dans The Saturday Evening Post (1940).

## Synopsis
Ben Ragan habite un village en bordure des marais d'Okefenokee, en Géorgie. Parti chasser dans le marais, il y fait la connaissance de Tom Keefer qui s'est réfugié là, après avoir été accusé de meurtre. Tom raconte son histoire à Ben qui devient son ami et, convaincu de son innocence, il mène une enquête. À cette occasion, il rencontre Julie, la fille de Tom, et s'éprend d'elle.

## Fiche technique
- Titre original : Swamp Water
- Titre français : L'Étang tragique
- Réalisation : Jean Renoir
- Scénario : Dudley Nichols, d'après une nouvelle de Vereen Bell parue dans The Saturday Evening Post
- Direction artistique : Richard Day et Joseph C. Wright
- Décors : Thomas Little
- Costumes : Gwen Wakeling
- Photographie : Peverell Marley et Lucien Ballard (non crédité)
- Montage : Walter Thompson
- Musique : David Buttolph
- Production : Irving Pichel ; Len Hammond (associé)
- Société de production et de distribution : 20th Century Fox
- Pays de production :  États-Unis
- Langue originale : anglais
- Format : Noir et blanc
- Genre : drame
- Durée : 88 min
- Dates de sortie :
  - États-Unis : 23 octobre 1941 (avant-première à Waycross, Géorgie) ; 16 novembre 1941 (New York) ; 1er septembre 1947 (nouvelle sortie)
  - France : 23 avril 1948

## Distribution
- Walter Brennan : Tom Keefer
- Walter Huston : Thursday Ragan
- Anne Baxter : Julie
- Dana Andrews : Ben Ragan
- Virginia Gilmore : Mabel McKenzie
- John Carradine : Jesse Wick
- Mary Howard : Hannah
- Eugene Pallette : le shérif Jeb McKane
- Ward Bond : Tim Dorson
- Guinn Williams : Bud Dorson
- Russell Simpson : Marty McCord
- Joseph Sawyer : Hardy Ragan
- Paul Burns : Tulle McKenzie
- Dave Morris : le barbier
- Frank Austin : Fred Ulm
- Matt Willis : Miles Tonkin
- Mae Marsh (non créditée) : Mme McCord

## Tournage
Le tournage a lieu aux marais d'Okefenokee et à Waycross en Géorgie.

## Critique
À l'occasion de la diffusion télévisée du film en 1988, Patrick Brion écrit dans Télérama sous le pseudonyme d'André Moreau : « L'Étang tragique est le premier film américain de Jean Renoir qui, contrairement au souhait de Darryl F. Zanuck, le directeur de la production de la Twentieth Century Fox, choisit de raconter une histoire américaine et non pas une intrigue se déroulant en France. Une nouvelle fois, Renoir, qui exige d'aller tourner en Géorgie et refuse les facilités d'une réalisation en studio, s'attache à la nature et notamment à l'élément aquatique si souvent présent dans son œuvre de La Fille de l'eau au Fleuve. Sans avoir la qualité de ses plus beaux films, L'Étang tragique montre, en tous cas, à quel point - et contrairement à ce qui a pu être dit - l'auteur de La Bête humaine a pu s'adapter au style de production hollywoodien et au ton même du cinéma américain sans jamais renoncer à ses propres thèmes. Ce sera particulièrement évident quatre ans plus tard avec L'Homme du Sud. Contrairement au Journal d'une femme de chambre, plus personnel et plus « européen », L'Étang tragique, tout en étant sans doute l'un de ces « tournants décisifs » dont parlait Godard, demeure avant tout un véritable film hollywoodien avec certaines de ses conventions. Renoir est parvenu à bousculer la plupart d'entre elles et à imprimer - en partie - sa marque, prenant un plaisir évident à diriger Walter Brennan et Walter Huston »[réf. nécessaire].